# Rīgas Futbola skola (femminile)
Il Rīgas Futbola skola femminile è una squadra di calcio femminile lettone, con sede a Riga. Milita nella Latvijas Sieviešu Futbola Virslīga, la massima serie del campionato lettone femminile di calcio, della quale ha vinto cinque edizioni.

## Palmarès
- Campionato lettone femminile di calcio: 8

2013, 2014, 2015, 2016, 2017, 2018, 2020, 2021

## Statistiche

### Risultati nelle competizioni UEFA
| Stagione | Competizione     | Fase                     | Avversario         | Risultato | Risultato | Risultato |
| Stagione | Competizione     | Fase                     | Avversario         | andata    | ritorno   | aggregato |
| -------- | ---------------- | ------------------------ | ------------------ | --------- | --------- | --------- |
| 2014-15  | Champions League | girone di qualificazione | Konak              | 0-11      | 0-11      | 0-11      |
| 2014-15  | Champions League | girone di qualificazione | Zurigo             | 0-2       | 0-2       | 0-2       |
| 2014-15  | Champions League | girone di qualificazione | FK Minsk           | 0-7       | 0-7       | 0-7       |
| 2015-16  | Champions League | girone di qualificazione | Žytlobud-1 Charkiv | 1-4       | 1-4       | 1-4       |
| 2015-16  | Champions League | girone di qualificazione | PK-35 Vantaa       | 0-9       | 0-9       | 0-9       |
| 2015-16  | Champions League | girone di qualificazione | Nové Zámky         | 3-2       | 3-2       | 3-2       |
| 2016-17  | Champions League | gironi di qualificazione | Žytlobud-1 Charkiv | 0-2       | 0-2       | 0-2       |
| 2016-17  | Champions League | gironi di qualificazione | SFK 2000           | 0-3       | 0-3       | 0-3       |
| 2016-17  | Champions League | gironi di qualificazione | Ramat HaSharon     | 0-4       | 0-4       | 0-4       |
| 2017-18  | Champions League | gironi di qualificazione | Ajax               | 0-6       | 0-6       | 0-6       |
| 2017-18  | Champions League | gironi di qualificazione | Standard Liegi     | 0-8       | 0-8       | 0-8       |
| 2017-18  | Champions League | gironi di qualificazione | Pärnu              | 0-2       | 0-2       | 0-2       |

## Organico

### Rosa 2017
Rosa e numeri come da sito UEFA.
| N. |                     | Ruolo | Calciatrice         |
| -- | ------------------- | ----- | ------------------- |
| 1  | Lettonia (bandiera) | P     | Dajana Čubreviča    |
| 2  | Lettonia (bandiera) | C     | Luize Lorence       |
| 3  | Lettonia (bandiera) | D     | Anna Krūmiņa        |
| 4  | Lettonia (bandiera) | C     | Olga Ševcova        |
| 5  | Lettonia (bandiera) | C     | Olga Gerasimenko    |
| 6  | Lettonia (bandiera) | C     | Olga Matīsa         |
| 7  | Lettonia (bandiera) | A     | Renāte Fedotova     |
| 8  | Lettonia (bandiera) | A     | Viktorija Zaičikova |
| 9  | Lettonia (bandiera) | C     | Elina Nikitina      |
| 10 | Lettonia (bandiera) | A     | Sandra Voitāne      |
| 11 | Lettonia (bandiera) | D     | Elīza Spruntule     |
| 12 | Lettonia (bandiera) | P     | Marija Ibragimova   |

| N. |                     | Ruolo | Calciatrice          |
| -- | ------------------- | ----- | -------------------- |
| 14 | Lettonia (bandiera) | A     | Kristīne Giržda      |
| 15 | Lettonia (bandiera) | C     | Olga Zadorožņuka     |
| 16 | Lettonia (bandiera) | C     | Anna Valaka          |
| 17 | Lettonia (bandiera) | D     | Anastasija Ročāne    |
| 18 | Lettonia (bandiera) | D     | Karīna Lūse          |
| 19 | Lettonia (bandiera) | C     | Margarita Ņikiforova |
| 20 | Lettonia (bandiera) | D     | Veronika Širmanova   |
| 21 | Lettonia (bandiera) | D     | Līna Kuzmina         |
| 22 | Lettonia (bandiera) | C     | Olga Timofejeva      |
| 24 | Lettonia (bandiera) | C     | Anastasija Čemertāne |
| 25 | Lettonia (bandiera) | A     | Ieva Krasnova        |
| 30 | Lettonia (bandiera) | D     | Jūlija Ņikiforova    |